# Asanee Suwan
Asanee Suwan (thaï : อัสนี สุวรรณ), surnommé Art (อาร์ท), né en 1980, est un kick-boxeur thaïlandais, ancien champion de muay-thaï (2002 et 2003 et classé no 5 mondial dans sa catégorie avec environ 150 combats en Thaïlande et au Danemark). Il est également acteur.

## Filmographie
- 2003 : Fighting Beauty (Beautiful Boxer /  บิวตี้ฟูล บ๊อกเซอร์)[1]
- 2008 : Sarcophage (โลงต่อตาย / The coffin)
- 2016 : The Forest (ป่า / La Forêt)